# Аспінволл (Пенсільванія)
Аспінволл (англ. Aspinwall) — місто (англ. borough) в США, в окрузі Аллегені штату Пенсільванія. Населення — 2916 осіб (2020).

## Географія
Аспінволл розташований за координатами 40°29′34″ пн. ш. 79°54′11″ зх. д. / 40.49278° пн. ш. 79.90306° зх. д. (40.492789, -79.903060).  За даними Бюро перепису населення США в 2010 році місто мало площу 1,00 км², з яких 0,91 км² — суходіл та 0,09 км² — водойми.

## Демографія
Згідно з переписом 2010 року, у селищі мешкала 2801 особа в 1376 домогосподарствах у складі 662 родин. Густота населення становила 2812 осіб/км².  Було 1497 помешкань (1503/км²).
Расовий склад населення:
| - 91,7 % — білих - 5,4 % — азіатів - 1,4 % — чорних або афроамериканців |

До двох чи більше рас належало 1,3 %. Частка іспаномовних становила 1,9 % від усіх жителів.
За віковим діапазоном населення розподілялося таким чином: 20,8 % — особи молодші 18 років, 64,8 % — особи у віці 18—64 років, 14,4 % — особи у віці 65 років та старші. Медіана віку мешканця становила 39,6 року. На 100 осіб жіночої статі у селищі припадало 81,9 чоловіків;  на 100 жінок у віці від 18 років та старших — 78,2 чоловіків також старших 18 років.
Середній дохід на одне домашнє господарство  становив 90 992 долари США (медіана — 64 125), а середній дохід на одну сім'ю — 113 526 доларів (медіана — 100 375). Медіана доходів становила 63 846 доларів для чоловіків та 52 530 доларів для жінок. За межею бідності перебувало 6,1 % осіб, у тому числі 8,4 % дітей у віці до 18 років та 1,5 % осіб у віці 65 років та старших.
Цивільне працевлаштоване населення становило 1575 осіб. Основні галузі зайнятості: освіта, охорона здоров'я та соціальна допомога — 34,2 %, науковці, спеціалісти, менеджери — 10,2 %, фінанси, страхування та нерухомість — 9,7 %.